# Лісьник-Дужи
Лісьник-Дужи (пол. Liśnik Duży) — село в Польщі, у гміні Госцерадув Красницького повіту Люблінського воєводства.
Населення — 575 осіб (2011).
У 1975-1998 роках село належало до Тарнобжезького воєводства.

## Демографія
Демографічна структура станом на 31 березня 2011 року:
|          | Загалом | Допрацездатний вік | Працездатний вік | Постпрацездатний вік |
| -------- | ------- | ------------------ | ---------------- | -------------------- |
| Чоловіки | 275     | 56                 | 182              | 37                   |
| Жінки    | 300     | 68                 | 157              | 75                   |
| Разом    | 575     | 124                | 339              | 112                  |